# Japanofil

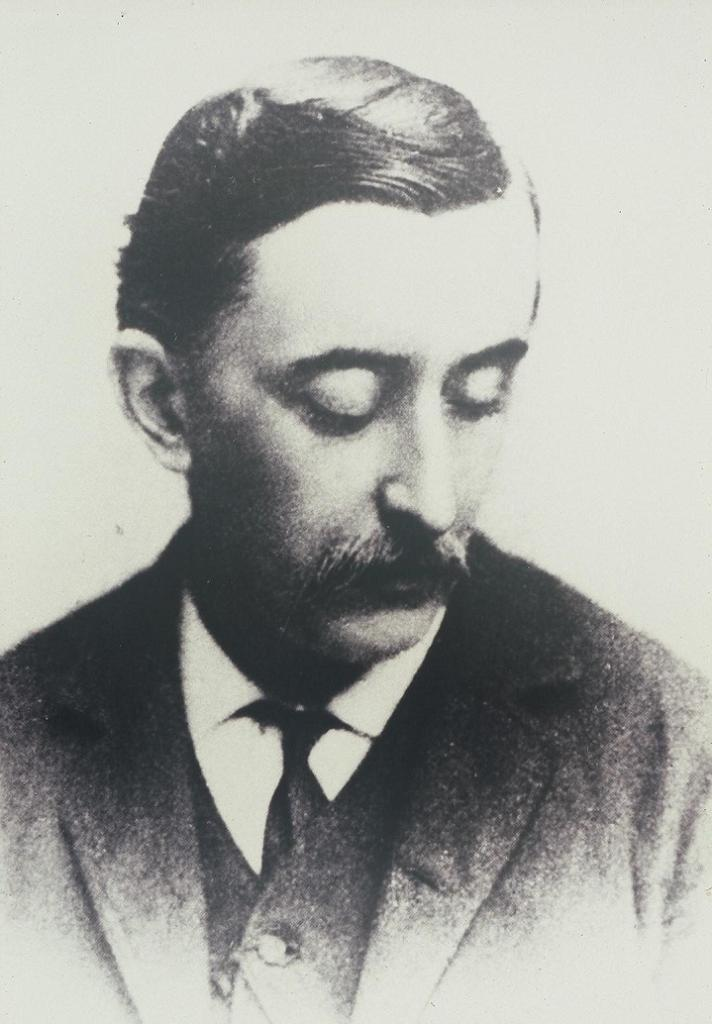
Den irländske japanofilen Lafcadio Hearn.

Japanofil eller Nippofil (av japanska Nippon, "Japan") är den som hyser stark beundran eller kärlek för Japan och/eller delar av japansk kultur, men själv inte är därifrån. Beroende på kontexten kan detta uppfattas positivt, neutralt eller negativt. Ett engelskt slanguttryck för japanofiler är wapanese, en portmanteau av white och japanese, jämförbar med wigger. Mycket populärare än originalet wapanese har slanguttrycket Weeaboo blivit sedan dess tillkomst i 4chan-sammanhang.
I framför allt USA rådde en våg under 1980-talet och 1990-talet, ofta med referenser till japansk kampsport och stridskonst som karate och ninjutsu. Filmer och serier som Karate Kid och Teenage Mutant Ninja Turtles behandlade ämnena och blev populära. Många studenter i USA tog lektioner i japanska i hopp om att få göra affärer med Japan.

## Historik
Företeelsen är inte ny och kan ses som en modern renässans av tidigare vågor av intresse för Japan och orientalism. Under slutet av 1700-talet och början av 1800-talet blev japansk flora och konst populärt i Europa, mycket genom Carl Peter Thunberg och Philipp Franz von Siebold. Detta var före Meijirestaurationen 1868, då Japan öppnade sin handel alltmer. Japanska träsnitt, som tidigare kommit till Europa som omslagspapper, blev då tillgängliga för konstsamlare och spred intresset för japanskt konsthantverk. Katana, tsuba, netsuke och inroo blev populära samlarobjekt.